# 日本書紀纂疏
『日本書紀纂疏』（にほんしょきさんそ）は、『日本書紀』の注釈書。一条兼良著、全6巻。『書紀』の神代巻のみを注釈したもので、成立は康正年間（1455年 - 1457年）。日本の古典籍のみならず、漢籍、仏典、韻書まで用いた注釈で、同巻の注釈書としては室町時代を代表するものといえ、卜部家の『書紀』研究にも大きな影響を与えた。また当時の神道思想の一般的傾向や、兼良の神道観がうかがえる点も特色となっている。
本書において兼良は、儒教思想に仏説を混じえ、父経嗣や卜部兼熈の学統を受け継ぎながらも独自の神儒仏3教一致論を展開する。また、当時建仁寺の僧、円月が提唱した皇室の祖先を呉の太伯に求める説に対して厳しい批判を下し、日本学者としての意気と見識も示している。

## 刊本
- 『日本書紀註釈（中）』（神道大系古典註釈編3）、神道大系編纂会、昭和60年（1985年）